# Чжаохуа
ГЕС Чжаохуа (紫兰坝水电站) — гідроелектростанція на півдні Китаю у провінції Сичуань. Знаходячись після ГЕС Цзиланьба, входить до складу каскаду на річці Байлун, правій притоці Цзялінцзян, яка, своєю чергою, є лівою притокою Цзіньші (верхня течія Янцзи).
У межах проєкту річку перекрили бетонною греблею, яка утримує водосховище з нормальним рівнем на позначці 466 метрів НРМ. Розташований біля лівого берега пригреблевий машинний зал обладнали трьома бульбовими турбінами потужністю по 20 МВт, котрі використовують напір у 8 метрів та забезпечують виробництво 250 млн кВт·год електроенергії на рік.
Для видачі продукції призначена ЛЕП, розрахована на роботу під напругою 110 кВ.
Відпрацьована вода прямує по Байлонгу, котрий невдовзі впадає до Цзялін на ділянці великого водосховища ГЕС Тінцзикоу.